# Birgit Meister
Birgit Meister (født 28. januar 1942 i København) er en dansk journalist og forfatter, datter af journalist Knud Meister.
Hun er cand. mag. i dansk fra Københavns Universitet. Hun var ansat som journalist ved Sorø Amtstidende i Slagelse 1963-1965, var 1965-1966 ved Fyens Stiftstidende i Odense, til hun i 1967 kom til Danmarks Radio. Til 1986 var hun journalist i TV-Aktualitetsafdelingen, derefter konsulent for tv-direktøren et år og fra 1987 programredaktør. I 1992 blev hun redaktionssekretær i TV-Aktualitetsafdelingen, indtil hun i 2000 blev leder af redaktionen for DR2's nyhedsmagasin Deadline. Siden 2002 har hun arbejdet på freelancebasis.
Birgit Meister har haft en lang række tillidsposter, bl.a. var hun bestyrelsesmedlem i Den Danske Publicistklub 1981-1992 og formand for samme fra 1987. Hun var formand for bestyrelsen for Øregaard Gymnasium 1992-2002 og medlem af Kirkeministeriets Salmebogskommission 1993-2003. Siden 2004 har hun været formand for Landsforeningen Multipel System Atrofi.
Birgit Meister modtog Modersmål-Prisen i 1986.

## Tillidshverv
- Bestyrelsesmedlem i Den Danske Publicistklub (1981-92) – formand (1987-92)
- Formand for bestyrelsen for Øregaard Gymnasium (1992-02)
- Medlem af Kirkeministeriets Salmebogskommission (1993-03).
- Formand for Landsforeningen Multipel system atrofi (MSA) (2004-)[1]
- Bestyrelsesmedlem i Dansk Sprognævn[2]

## Priser
Birgit Meister modtog Modersmål-Prisen i 1986.